# Cataulacus satrap
Cataulacus satrap é uma espécie de formiga do gênero Cataulacus, pertencente à subfamília Myrmicinae.